# Mats Gustafsson
Mats Olof Gustafsson (Umeå, Svédország, 1964. október 29. –) svéd zeneszerző, zenész, free jazz szaxofonos. A Thing és a Fire! zenekarok alapító tagja. A kortárs improvizatív zene egyik legfontosabb alakja. Bátor műfaji kísérletezéseiről és intenzív hangszeres játékárol híresült el. Magyarországon is többször fellépett.

## Fontosabb projektek
- The Thing
- Fire!
- Fire! Orchestra

## Diszkográfia

### The Thing
- The Thing, 2000
- She Knows, 2001 (Joe McPheevel)
- Garage, 2004
- Live at Blå, 2005
- Sounds Like a Sandwich, 2005 (Joe McPheevel és a Cato Salsa Experience-szel)
- Action Jazz, 2006
- Two Bands and a Legend, 2007 (Joe McPheevel és a Cato Salsa Experience-szel)
- Immediate Sound, 2007 (Ken Vandermarkkal)
- Bag It!, 2009
- Shinjuku Crawl, 2009 (Otomo Yoshihidéval)
- Shinjuku Growl, 2010 (Jim O'Rourke-kal)
- Mono, 2011
- Metal!, 2012 (Barry Guy-jal)
- The Cherry Thing, 2012 (Neneh Cherryvel)
- Boot!, 2013
- Live, 2014 (Thurston Moore-ral)
- Shake, 2015
- Baby Talk, 2017 (James Blood Ulmerrel)
- The Thing Again, 2018, The Thing Records

### Fire!
- You Liked Me Five Minutes Ago, 2009, Rune Gramofon
- Unreleased?, 2011, Rune Gramofon (Jim O'Rourke-kal)
- Released!, 2011, Rune Gramofon
- In the Mouth, a Hand, 2012, Rune Gramofon (Oren Ambarchival)
- Without Noticing, 2013, Rune Gramofon
- She Sleeps, She Sleeps, 2016, Rune Gramofon
- The Hands, 2018, Rune Gramofon[1]

### Fire! Orchestra
- Exit, 2013, Rune Gramofon
- Second Exit, 2014, Rune Gramofon
- Enter, 2014, Rune Gramofon
- Ritual, 2016, Rune Gramofon[1]